# Wolterstorffina chirioi
Espèce
Statut de conservation UICN

 CR B1ab(iii)+2ab(iii) : 
En danger critique
Wolterstorffina chirioi est une espèce d'amphibiens de la famille des Bufonidae.

## Répartition
Cette espèce est endémique du Cameroun. Elle se rencontre à environ 3 000 m d'altitude sur le sommet du mont Oku.

## Étymologie
Cette espèce est nommée en l'honneur de Laurent Chirio.

## Publication originale
- Boistel & Amiet, 2001 : Une nouvelle espèce de Wolterstorffina (Amphibia, Anura, Bufonidae) de l'étage afro-subalpin du Mont Okou (Cameroun). Alytes, vol. 18, no 3/4, p. 127-140.